# Engelhardia
Engelhardia ist eine Gattung laubwerfender oder immergrüner Bäume aus der Familie Walnussgewächse (Juglandaceae). Sie kommt in Ost- und Südostasien vor.

## Merkmale
Die Vertreter sind laubwerfende, selten immergrüne Bäume. Das Mark der Zweige ist fest. Die Knospen sind nackt. Die Laubblätter besitzen keine Nebenblätter und stehen wechselständig. Sie sind paarig gefiedert mit 2 bis 14 Fiederblättchen. Die Blattunterseite ist meist drüsig punktiert, der Blattrand ist gesägt oder ganz.
Die Bäume sind monözisch oder diözisch. Die Blütenstände stehen seitlich oder endständig an diesjährigen oder vorjährigen Trieben. Männliche und weibliche Ähren stehen in androgynen Trauben oder aber getrennt. Die männlichen ährigen Kätzchen hängen einzeln oder in Gruppen. Die weibliche Ähre ist vielblütig, aufrecht oder zur Fruchtreife nach unten gebogen. Die Bestäubung erfolgt durch den Wind (Anemophilie).
Die männlichen Blüten haben ein dreilappiges Tragblatt, zwei (selten fehlende) Brakteolen, 1 bis 4 Kelchblätter und 3 bis 15 Staubblätter. Die Antheren sind kahl oder behaart. Die weiblichen Blüten besitzen ein vergrößertes, dreilappiges Tragblatt. Die beiden verwachsenen Brakteolen können zu einem schmalen Ring reduziert sein, oder bilden ein auffälliges vorderes Vorblatt, das mit der Basis des Fruchtknotens verwachsen ist. Die Blüte hat vier Kelchblätter, die am Fruchtknoten verwachsen und an der Spitze frei sind. Der Griffel ist verlängert oder er fehlt. Die Narbe ist zweilappig mit zwei oder vier Ästen oder kurz und vierlappig.
Der Fruchtstand ist verlängert und hängend. Die Frucht ist eine dreiflügelige Nuss mit vier, seltener zwei Fächern an der Basis der Frucht.
Die Keimung erfolgt epigäisch. Die ersten Laubblätter des Sämlings sind einfach oder zusammengesetzt. Der Knoten der Kotyledonen hat eine Lakune und zwei Blattspuren.
Die Chromosomenzahl ist wie bei allen Vertretern der Unterfamilie Engelhardioideae 2n = 32.

## Etymologie
Der Botaniker Jean Baptiste Leschenault de la Tour (1773–1826) benannte die Gattung zu Ehren des Gouverneurs von Nordost-Java, Nicolaus Engelhard (1761–1831). Die gültige Veröffentlichung des Namens erfolgte durch Carl Ludwig Blume. Der Gattungsname wird bis heute oft fälschlicherweise als Engelhardtia geschrieben, da diese Schreibweise 1829 verwendet wurde und die Gattung in dieser Schreibweise auch in den Index Kewensis aufgenommen wurde.

## Systematik
Engelhardia bildet nur dann eine natürliche Verwandtschaftsgruppe, wenn die meist zur Gattung gezählte Art Engelhardia roxburghiana als eigene Gattung Alfaropsis roxburghiana abgetrennt wird:
|  | \| \| Alfaropsis \| \| \| \| \| \| Klade mit Alfaroa + Oreomunnea \| \| \| \| |
|  |                                                                               |
|  | Engelhardia                                                                   |
|  |                                                                               |
|  | Alfaropsis                                                                    |
|  |                                                                               |
|  | Klade mit Alfaroa + Oreomunnea                                                |
|  |                                                                               |

|  | Alfaropsis                     |
|  |                                |
|  | Klade mit Alfaroa + Oreomunnea |
|  |                                |

Die Gattung besteht aus vier bis sechs Arten. Besonders die südostasiatischen Arten sind nicht gut erforscht. Nach Manning 1978 und Lu et al. 1999 sind es (ohne Engelhardia roxburghiana) folgende Arten:
- Engelhardia apoensis Elmer ex Nagel: Malaya, Borneo, Philippinen
- Engelhardia rigida Blume: Java, Borneo, Neuguinea, Philippinen
- Engelhardia serrata Blume: Südwestchina, Indochina, Indonesien, Philippinen
- Engelhardia hainanensis P.Y. Chen: Kommt nur auf der chinesischen Insel Hainan vor.
- Engelhardia spicata Blume: Kommt von Nepal über Südostasien bis zu den Philippinen und Neuguinea vor.

## Belege
- Anmin Lu, Donald E. Stone & L. J. Grauke: Juglandaceae, in: Flora of China, Band 4, 1999, S. 277–285. Science Press, Beijing und Missouri Botanical Garden Press, St. Louis. (PDF; 153 kB).
- Wayne E. Manning: The Classification within the Juglandaceae. Annals of the Missouri Botanical Garden, Band 65, 1978, S. 1058–1087.
- Paul S. Manos, Donald E. Stone: Evolution, Phylogeny, and Systematics of the Juglandaceae. Annals of the Missouri Botanical Garden, Band 88, 2001, S. 231–269.